# Aerenicella
Aerenicella is een kevergeslacht uit de familie van de boktorren (Cerambycidae). De wetenschappelijke naam van het geslacht werd voor het eerst geldig gepubliceerd in 1962 door Gilmour.

## Soorten
Aerenicella is monotypisch en omvat slechts de volgende soort:
- Aerenicella spissicornis (Bates, 1881)